# Institut supérieur de la communication, de la presse et de l'audiovisuel de Lyon
L’Institut supérieur de la communication, de la presse et de l'audiovisuel de Lyon (ISCPA de Lyon), aussi appelé l'Institut supérieur des médias de Lyon, est un établissement d'enseignement supérieur privé associatif français spécialisé dans l'enseignement du journalisme, de la production audiovisuelle et de la communication, créé en 1998 et situé à Lyon.
L'établissement est membre de l'Institut France-Québec Maritime, aux côtés de l'École normale supérieure de Lyon et du CEREMA de Bron pour la région Auvergne-Rhône-Alpes,, et ses étudiants collaborent régulièrement avec le quotidien régional Le Progrès,,,.

## Histoire
En 1998, l'Institut supérieur de la communication, de la presse et de l'audiovisuel de Lyon voit le jour à l'initiative de Jean-Michel Perrenot,,, soit sept ans après l'ouverture du site parisien par Bruno Neil, directeur de la publication de Photographies magazine,.
En 2004, l'Institut supérieur de la communication, de la presse et de l'audiovisuel de Lyon s'installe sur le nouveau campus René Cassin, dans le quartier Gorge de Loup. En 2007, l'ISCPA de Lyon dépose un dossier de demande de reconnaissance auprès de la CPNEJ, aux côtés de l'École de journalisme de Sciences Po ou encore de l'École de journalisme de Cannes.
En juin 2010, les étudiants en journalisme de l'ISCPA de Lyon participent à la campagne « Dites non à la discrimination » dans le cadre d'un partenariat avec le Conseil de l'Europe. Le 2 avril 2014, l'établissement signe la charte pour l’insertion des handicapés dans la communication audiovisuelle.
Depuis 2021, l'Institut supérieur de la communication, de la presse et de l'audiovisuel de Lyon participe avec l'École de journalisme de Grenoble, le Centre de formation des journalistes (Lyon), l'université Lumière Lyon 2, l'ISFJ et l'IUT Clermont-Auvergne (Vichy) au Festival des étudiants en journalisme Auvergne-Rhône-Alpes, organisé par le Club de la presse de Lyon.

## Personnalités liées à l'école

### Intervenants ou anciens intervenants
- Christiane Spiero, réalisatrice et scénariste française.
- Fabrice Pozzoli-Montenay, journaliste français[17].

### Anciens élèves
- Fabrice Arfi, journaliste d'investigation français (non diplômé)[18];
- Julien Migaud-Muller, journaliste et présentateur de télévision français[19];
- Pauline Saint-Macary (communication institutionnelle), consultante en ressources humaines[20];
- Erika Moulet, journaliste et animatrice de radio et de télévision française ;
- Alessandra Sublet, animatrice de radio et de télévision française (non diplômée)[21],[22];
- Thierry Monfray, acteur français[23];
- Louis Witter, photoreporter indépendant français.